# Ukształtowanie powierzchni Tytanii

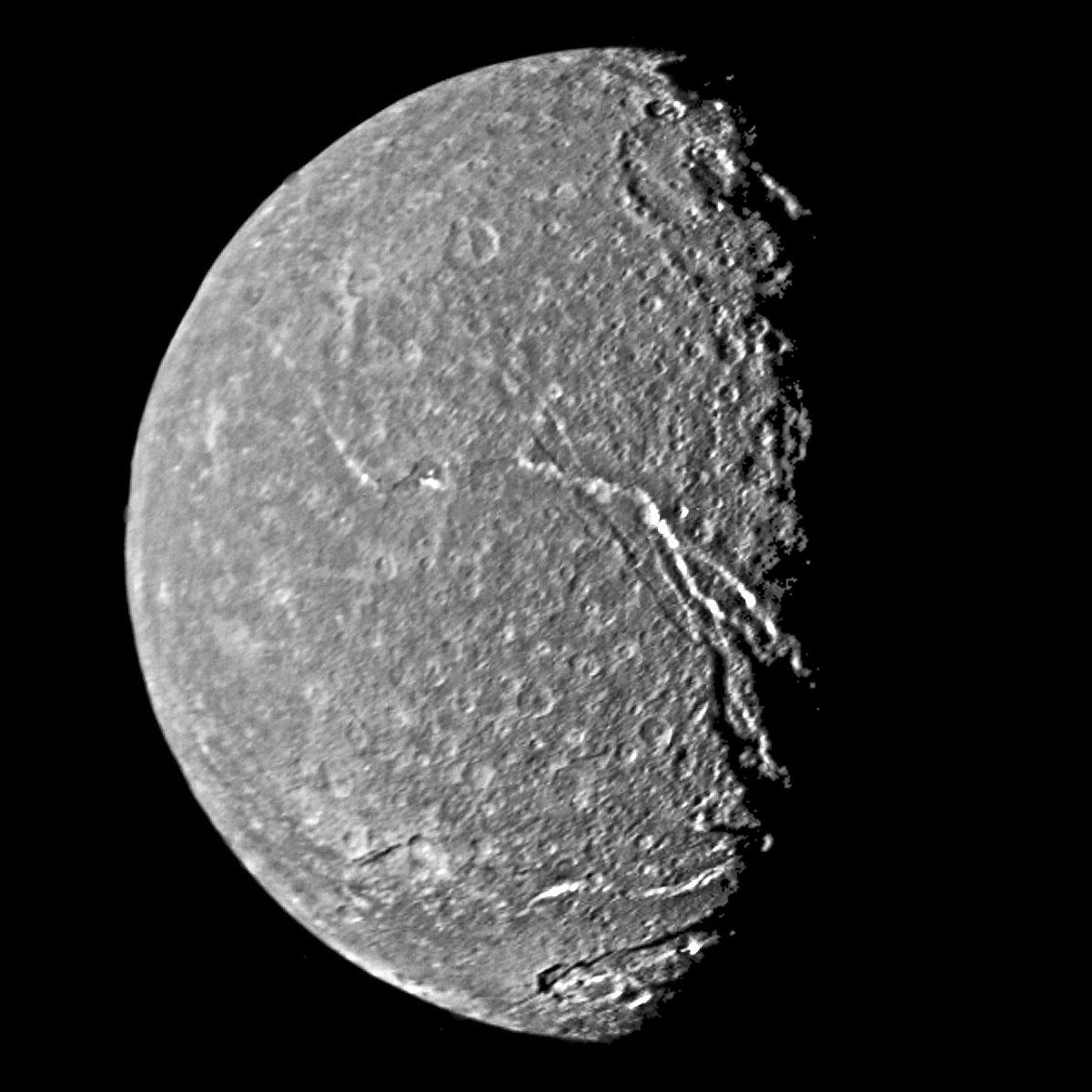
Tytania – mozaika zdjęć (Voyager 2)

Na powierzchni Tytanii, księżyca Urana można wyróżnić następujące formacje geologiczne:
- Chasma, chasmata (łac. kanion)
- Kratery
- Rupes, rupēs (łac. klif)

Poniżej znajdują się spisy wymieniające nazwane formy geologiczne, należące do każdej z kategorii.
Nazwy formacji geologicznych na Tytanii pochodzą od postaci i miejsc występujących w dziełach Williama Szekspira.

## Chasma
| Chasma         | Koordynaty  | Średnica (km) | Pochodzenie nazwy                         |
| -------------- | ----------- | ------------- | ----------------------------------------- |
| Belmont Chasma | -8,5; 32,6E | 238           | Belmonte Calabro, Włochy (Kupiec wenecki) |
| Messina Chasma | -33,3; 335E | 1492          | Mesyna, Włochy (Wiele hałasu o nic)       |

## Kratery
| Krater     | Koordynaty    | Średnica (km) | Pochodzenie nazwy                               |
| ---------- | ------------- | ------------- | ----------------------------------------------- |
| Adriana    | -20,1; 3,9E   | 50            | Adriana (Komedia omyłek)                        |
| Bona       | -55,8; 351,2E | 51            | Bona (Henryk VI, część 3)                       |
| Calphurnia | -42,4; 291,4E | 100           | Kalpurnia Pisonis (Juliusz Cezar)               |
| Elinor     | -44,8; 333,6E | 74            | Eleonora Akwitańska (Życie i śmierć króla Jana) |
| Gertrude   | -15,8; 287,1E | 326           | królowa Gertruda (Hamlet)                       |
| Imogen     | -23,8; 321,2E | 28            | Imogena (Cymbelin)                              |
| Iras       | -19,2; 338,8E | 33            | Iras (Antoniusz i Kleopatra)                    |
| Jessica    | -55,3; 285,9E | 64            | Jessica (Kupiec wenecki)                        |
| Katherine  | -51,2; 331,9E | 75            | Katarzyna Aragońska (Henryk VIII)               |
| Lucetta    | -14,7; 277,1E | 58            | Lucetta (Dwaj panowie z Werony)                 |
| Marina     | -15,5; 316E   | 40            | Marina (Perykles, książę Tyru)                  |
| Mopsa      | -11,9; 302,2E | 101           | Mopsa (Zimowa opowieść)                         |
| Phrynia    | -24,3; 309,2E | 35            | Frynia (Tymon Ateńczyk)                         |
| Ursula     | -12,4; 45,2E  | 135           | Ursula (Wiele hałasu o nic)                     |
| Valeria    | -34,5; 4,2E   | 59            | Waleria (Koriolan)                              |

## Rupes
| Rupes           | Koordynaty   | Średnica (km) | Pochodzenie nazwy                                          |
| --------------- | ------------ | ------------- | ---------------------------------------------------------- |
| Rousillon Rupes | -14,7; 23,5E | 402           | Roussillon, Francja (Wszystko dobre, co się dobrze kończy) |